# 慶華公主
慶華公主（けいかこうしゅ、경화공주）は、高麗の第27代王忠粛王の妃。モンゴル人で、本名は伯顔忽都（バヤン・クトゥク）。
家系について多くは不明であるが、森平雅彦は元の皇族アムガの娘の金童（忠粛王の妃）の姉妹ではないかとする。妻の死後にその姉妹を娶るソロレート婚になる。
忠粛王に降嫁したのは、おそらく1330年から1333年である。『高麗史』には、忠粛王の死後、継子の忠恵王が酒に酔った勢いで慶華公主を強姦し、無理やり愛妾としたと記されている。
1367年に元より粛恭徽寧公主（숙공휘령공주）を贈諡される。

## 家族
- 父：不明（アムガ?）
- 母：不明
- 姉妹：金童?
- 夫：忠粛王